# EHF Champions League der Frauen 2023/24
An der EHF Champions League 2023/24 nahmen insgesamt 16 Handball-Vereinsmannschaften teil, die sich in der vorangegangenen Saison in ihren Heimatländern für den Wettbewerb qualifiziert hatten. Es war die 64. Austragung der EHF Champions League bzw. des Europapokals der Landesmeister. Der ungarische Verein Győri ETO KC gewann den Wettbewerb.

## Modus
Gruppenphase: Es gab zwei Gruppen mit je acht Mannschaften. In einer Gruppe spielte jeder gegen jeden ein Hin- und Rückspiel; die jeweils sechs Gruppenbesten erreichten die Play-offs.
Play-offs: In der ersten Runde der Play-offs wurde im K.-o.-System mit Hin- und Rückspiel gespielt. Es traten die Drittplatzierten gegen die Sechstplatzierten und die Viertplatzierten gegen die Fünftplatzierten aus der Parallelgruppe an.
Viertelfinale: Das Viertelfinale wurde im K.-o.-System mit Hin- und Rückspiel gespielt. Die Gewinner der ersten Runde der Play-offs traten jeweils gegen die Erst- und Zweitplatzierten aus der Gruppenphase an.
Final Four: Die Gewinner der Viertelfinalspiele nahmen am Final-Four-Turnier teil. Das Halbfinale wurde im K.-o.-System gespielt. Die Gewinner jeder Partie zog in das Finale ein. Die Verlierer jeder Partie zog in das Spiel um den dritten Platz ein. Es wurde pro Halbfinale nur ein Spiel ausgetragen. Auch das Finale und das Spiel um Platz drei wurde im einfachen Modus ausgespielt.

## Neue Regeln
Erstmals wurde ein Video-Replay-System eingesetzt, das den Schiedsrichtern die Möglichkeit bot, einen Spielzug anzuschauen.
Auch die Buzzer zur Ankündigung einer Auszeit wurden ab der Gruppenphase zum Einsatz kommen.

## Gruppenphase
Die Auslosung der Gruppenphase fand am 27. Juni 2023 in Wien statt.

### Legende
|  | Qualifikationsplatz für das Viertelfinale             |
|  | Qualifikationsplatz für die erste Runde der Play-offs |
|  | Platz des ausscheidenden Vereins                      |

### Gruppe A
| Pl. | Land                    | Sp. | S  | U | N  | Tore      | Diff. | Punkte  |
| --- | ----------------------- | --- | -- | - | -- | --------- | ----- | ------- |
| 1.  | Győri ETO KC            | 14  | 11 | 1 | 2  | 0432:3560 | +76   | 023:50  |
| 2.  | Odense Håndbold         | 14  | 10 | 1 | 3  | 0461:3590 | +102  | 021:70  |
| 3.  | Brest Bretagne Handball | 14  | 7  | 3 | 4  | 0399:3670 | +32   | 017:110 |
| 4.  | CSM Bukarest            | 14  | 8  | 1 | 5  | 0414:3660 | +48   | 017:110 |
| 5.  | Debreceni Vasutas SC    | 14  | 7  | 1 | 6  | 0394:4140 | −20   | 015:130 |
| 6.  | SG BBM Bietigheim       | 14  | 7  | 0 | 7  | 0414:4020 | +12   | 014:140 |
| 7.  | ŽRK Budućnost Podgorica | 14  | 2  | 1 | 11 | 0311:4330 | −122  | 05:230  |
| 8.  | IK Sävehof              | 14  | 0  | 0 | 14 | 0342:4700 | −128  | 00:280  |

| 9. September 2023 18:00 Uhr | Debreceni Vasutas SC | 32:29   | IK Sävehof                       | Hódos Imre Sportcsarnok, Debrecen Zuschauer: 1500 Schiedsrichter: Palačković, Backović |
| 9. September 2023 18:00 Uhr | meiste Tore: Vámos 6 | (18:13) | meiste Tore: 4 Spielerinnen je 5 | Hódos Imre Sportcsarnok, Debrecen Zuschauer: 1500 Schiedsrichter: Palačković, Backović |
| 9. September 2023 18:00 Uhr | Spielbericht         |         |                                  | Hódos Imre Sportcsarnok, Debrecen Zuschauer: 1500 Schiedsrichter: Palačković, Backović |

| 9. September 2023 18:00 Uhr | CSM Bukarest         | 28:24   | Odense Håndbold        | Sala Polivalentă din București, Bukarest Zuschauer: 4000 Schiedsrichter: Balvan, Praštalo |
| 9. September 2023 18:00 Uhr | meiste Tore: Neagu 8 | (16:10) | meiste Tore: Aardahl 7 | Sala Polivalentă din București, Bukarest Zuschauer: 4000 Schiedsrichter: Balvan, Praštalo |
| 9. September 2023 18:00 Uhr | Spielbericht         |         |                        | Sala Polivalentă din București, Bukarest Zuschauer: 4000 Schiedsrichter: Balvan, Praštalo |

| 10. September 2023 14:00 Uhr | ŽRK Budućnost Podgorica | 22:27   | SG BBM Bietigheim           | Sportski centar Morača, Podgorica Zuschauer: 900 Schiedsrichter: K. Gasmi, R. Gasmi |
| 10. September 2023 14:00 Uhr | meiste Tore: Raičević 5 | (10:11) | meiste Tore: Kudłacz-Gloc 7 | Sportski centar Morača, Podgorica Zuschauer: 900 Schiedsrichter: K. Gasmi, R. Gasmi |
| 10. September 2023 14:00 Uhr | Spielbericht            |         |                             | Sportski centar Morača, Podgorica Zuschauer: 900 Schiedsrichter: K. Gasmi, R. Gasmi |

| 10. September 2023 16:00 Uhr | Brest Bretagne Handball | 23:24   | Győri ETO KC        | Brest Arena, Brest Zuschauer: 3552 Schiedsrichter: Braseth, Sundet |
| 10. September 2023 16:00 Uhr | meiste Tore: Maslowa 6  | (14:16) | meiste Tore: Gros 6 | Brest Arena, Brest Zuschauer: 3552 Schiedsrichter: Braseth, Sundet |
| 10. September 2023 16:00 Uhr | Spielbericht            |         |                     | Brest Arena, Brest Zuschauer: 3552 Schiedsrichter: Braseth, Sundet |

| 16. September 2023 16:00 Uhr | IK Sävehof                            | 20:25  | Brest Bretagne Handball | Partille Arena, Partille Zuschauer: 1200 Schiedsrichter: Lidacka, Lesiak |
| 16. September 2023 16:00 Uhr | meiste Tore: Mihailovic, Kylberg je 4 | (9:15) | meiste Tore: Maslowa 5  | Partille Arena, Partille Zuschauer: 1200 Schiedsrichter: Lidacka, Lesiak |
| 16. September 2023 16:00 Uhr | Spielbericht                          |        |                         | Partille Arena, Partille Zuschauer: 1200 Schiedsrichter: Lidacka, Lesiak |

| 16. September 2023 16:00 Uhr | Győri ETO KC                 | 35:23   | Debreceni Vasutas SC                    | Audi Arena, Győr Zuschauer: 3094 Schiedsrichter: Antić, Jakovljević |
| 16. September 2023 16:00 Uhr | meiste Tore: Emilie Hovden 6 | (14:10) | meiste Tore: Jovović, Csernyánszki je 4 | Audi Arena, Győr Zuschauer: 3094 Schiedsrichter: Antić, Jakovljević |
| 16. September 2023 16:00 Uhr | Spielbericht                 |         |                                         | Audi Arena, Győr Zuschauer: 3094 Schiedsrichter: Antić, Jakovljević |

| 16. September 2023 18:00 Uhr | Odense Håndbold             | 39:24  | ŽRK Budućnost Podgorica             | Sydbank Arena, Odense Zuschauer: 1973 Schiedsrichter: Pobedryna, Duplyj |
| 16. September 2023 18:00 Uhr | meiste Tore: van Wetering 6 | (25:8) | meiste Tore: Kadović, Raičević je 5 | Sydbank Arena, Odense Zuschauer: 1973 Schiedsrichter: Pobedryna, Duplyj |
| 16. September 2023 18:00 Uhr | Spielbericht                |        |                                     | Sydbank Arena, Odense Zuschauer: 1973 Schiedsrichter: Pobedryna, Duplyj |

| 17. September 2023 14:00 Uhr | SG BBM Bietigheim    | 26:24   | CSM Bukarest         | MHPArena, Ludwigsburg Zuschauer: 1753 Schiedsrichter: Doychinow, Goretsow |
| 17. September 2023 14:00 Uhr | meiste Tore: Smits 7 | (14:12) | meiste Tore: Neagu 5 | MHPArena, Ludwigsburg Zuschauer: 1753 Schiedsrichter: Doychinow, Goretsow |
| 17. September 2023 14:00 Uhr | Spielbericht         |         |                      | MHPArena, Ludwigsburg Zuschauer: 1753 Schiedsrichter: Doychinow, Goretsow |

| 23. September 2023 16:00 Uhr | CSM Bukarest         | 23:27   | Győri ETO KC            | Sala Polivalentă din București, Bukarest Zuschauer: 3500 Schiedsrichter: Kuttler, Merz |
| 23. September 2023 16:00 Uhr | meiste Tore: Neagu 5 | (12:14) | meiste Tore: Brattset 7 | Sala Polivalentă din București, Bukarest Zuschauer: 3500 Schiedsrichter: Kuttler, Merz |
| 23. September 2023 16:00 Uhr | Spielbericht         |         |                         | Sala Polivalentă din București, Bukarest Zuschauer: 3500 Schiedsrichter: Kuttler, Merz |

| 24. September 2023 14:00 Uhr | Debreceni Vasutas SC   | 26:36   | SG BBM Bietigheim   | Hódos Imre Sportcsarnok, Debrecen Zuschauer: 2000 Schiedsrichter: Budzák, Záhradník |
| 24. September 2023 14:00 Uhr | meiste Tore: Töpfner 5 | (12:18) | meiste Tore: Malá 7 | Hódos Imre Sportcsarnok, Debrecen Zuschauer: 2000 Schiedsrichter: Budzák, Záhradník |
| 24. September 2023 14:00 Uhr | Spielbericht           |         |                     | Hódos Imre Sportcsarnok, Debrecen Zuschauer: 2000 Schiedsrichter: Budzák, Záhradník |

| 24. September 2023 14:00 Uhr | ŽRK Budućnost Podgorica | 31:30   | IK Sävehof            | Sportski centar Morača, Podgorica Zuschauer: 1000 Schiedsrichter: Bolic, Hurich |
| 24. September 2023 14:00 Uhr | meiste Tore: Godeč 6    | (17:16) | meiste Tore: Jensen 6 | Sportski centar Morača, Podgorica Zuschauer: 1000 Schiedsrichter: Bolic, Hurich |
| 24. September 2023 14:00 Uhr | Spielbericht            |         |                       | Sportski centar Morača, Podgorica Zuschauer: 1000 Schiedsrichter: Bolic, Hurich |

| 24. September 2023 16:00 Uhr | Brest Bretagne Handball | 25:26   | Odense Håndbold      | Brest Arena, Brest Zuschauer: 3510 Schiedsrichter: Sekulić, Jovandić |
| 24. September 2023 16:00 Uhr | meiste Tore: Maslowa 5  | (11:13) | meiste Tore: Deila 8 | Brest Arena, Brest Zuschauer: 3510 Schiedsrichter: Sekulić, Jovandić |
| 24. September 2023 16:00 Uhr | Spielbericht            |         |                      | Brest Arena, Brest Zuschauer: 3510 Schiedsrichter: Sekulić, Jovandić |

| 30. September 2023 16:00 Uhr | SG BBM Bietigheim            | 34:30   | Brest Bretagne Handball  | MHPArena, Ludwigsburg Zuschauer: 1651 Schiedsrichter: Palačković, Backović |
| 30. September 2023 16:00 Uhr | meiste Tore: Kudłacz-Gloc 14 | (17:16) | meiste Tore: Lassource 8 | MHPArena, Ludwigsburg Zuschauer: 1651 Schiedsrichter: Palačković, Backović |
| 30. September 2023 16:00 Uhr | Spielbericht                 |         |                          | MHPArena, Ludwigsburg Zuschauer: 1651 Schiedsrichter: Palačković, Backović |

| 30. September 2023 16:00 Uhr | Odense Håndbold        | 33:30   | Debreceni Vasutas SC   | Sydbank Arena, Odense Zuschauer: 1987 Schiedsrichter: Braseth, Sundet |
| 30. September 2023 16:00 Uhr | meiste Tore: Aardahl 7 | (17:14) | meiste Tore: Kácsor 10 | Sydbank Arena, Odense Zuschauer: 1987 Schiedsrichter: Braseth, Sundet |
| 30. September 2023 16:00 Uhr | Spielbericht           |         |                        | Sydbank Arena, Odense Zuschauer: 1987 Schiedsrichter: Braseth, Sundet |

| 1. Oktober 2023 14:00 Uhr | IK Sävehof                       | 26:41   | CSM Bukarest                       | Partille Arena, Partille Zuschauer: 1215 Schiedsrichter: Pobedryna, Duplyj |
| 1. Oktober 2023 14:00 Uhr | meiste Tore: 4 Spielerinnen je 4 | (11:22) | meiste Tore: Arntzen, Ingstad je 6 | Partille Arena, Partille Zuschauer: 1215 Schiedsrichter: Pobedryna, Duplyj |
| 1. Oktober 2023 14:00 Uhr | Spielbericht                     |         |                                    | Partille Arena, Partille Zuschauer: 1215 Schiedsrichter: Pobedryna, Duplyj |

| 1. Oktober 2023 16:00 Uhr | Győri ETO KC        | 37:19  | ŽRK Budućnost Podgorica | Audi Arena, Győr Zuschauer: 3791 Schiedsrichter: Sirbu, Serdiuc |
| 1. Oktober 2023 16:00 Uhr | meiste Tore: Gros 9 | (23:8) | meiste Tore: Raičević 4 | Audi Arena, Győr Zuschauer: 3791 Schiedsrichter: Sirbu, Serdiuc |
| 1. Oktober 2023 16:00 Uhr | Spielbericht        |        |                         | Audi Arena, Győr Zuschauer: 3791 Schiedsrichter: Sirbu, Serdiuc |

| 21. Oktober 2023 16:00 Uhr | Debreceni Vasutas SC    | 27:22   | ŽRK Budućnost Podgorica                             | Hódos Imre Sportcsarnok, Debrecen Zuschauer: 1700 Schiedsrichter: A. Konjičanin, D. Konjičanin |
| 21. Oktober 2023 16:00 Uhr | meiste Tore: Töpfner 10 | (12:10) | meiste Tore: Godeč, Niakaté, Cardoso de Castro je 5 | Hódos Imre Sportcsarnok, Debrecen Zuschauer: 1700 Schiedsrichter: A. Konjičanin, D. Konjičanin |
| 21. Oktober 2023 16:00 Uhr | Spielbericht            |         |                                                     | Hódos Imre Sportcsarnok, Debrecen Zuschauer: 1700 Schiedsrichter: A. Konjičanin, D. Konjičanin |

| 21. Oktober 2023 16:00 Uhr | CSM Bukarest         | 28:30   | Brest Bretagne Handball             | Sala Polivalentă din București, Bukarest Zuschauer: 2000 Schiedsrichter: Barysas, Petrušis |
| 21. Oktober 2023 16:00 Uhr | meiste Tore: Neagu 8 | (16:17) | meiste Tore: Toublanc, Maslowa je 7 | Sala Polivalentă din București, Bukarest Zuschauer: 2000 Schiedsrichter: Barysas, Petrušis |
| 21. Oktober 2023 16:00 Uhr | Spielbericht         |         |                                     | Sala Polivalentă din București, Bukarest Zuschauer: 2000 Schiedsrichter: Barysas, Petrušis |

| 21. Oktober 2023 18:00 Uhr | Győri ETO KC            | 32:29   | Odense Håndbold                                    | Audi Arena, Győr Zuschauer: 5007 Schiedsrichter: Doychinow, Goretsow |
| 21. Oktober 2023 18:00 Uhr | meiste Tore: Oftedal 10 | (16:12) | meiste Tore: Maren Nyland Aardahl, Halilcevic je 6 | Audi Arena, Győr Zuschauer: 5007 Schiedsrichter: Doychinow, Goretsow |
| 21. Oktober 2023 18:00 Uhr | Spielbericht            |         |                                                    | Audi Arena, Győr Zuschauer: 5007 Schiedsrichter: Doychinow, Goretsow |

| 22. Oktober 2023 14:00 Uhr | SG BBM Bietigheim           | 30:21  | IK Sävehof               | MHPArena, Ludwigsburg Zuschauer: 821 Schiedsrichter: Braseth, Sundet |
| 22. Oktober 2023 14:00 Uhr | meiste Tore: Kudłacz-Gloc 6 | (16:7) | meiste Tore: Mellegård 5 | MHPArena, Ludwigsburg Zuschauer: 821 Schiedsrichter: Braseth, Sundet |
| 22. Oktober 2023 14:00 Uhr | Spielbericht                |        |                          | MHPArena, Ludwigsburg Zuschauer: 821 Schiedsrichter: Braseth, Sundet |

| 28. Oktober 2023 16:00 Uhr | Debreceni Vasutas SC   | 31:24   | Brest Bretagne Handball | Hódos Imre Sportcsarnok, Debrecen Zuschauer: 1500 Schiedsrichter: A. Covalciuc, I. Covalciuc |
| 28. Oktober 2023 16:00 Uhr | meiste Tore: Töpfner 7 | (15:14) | meiste Tore: Maslowa 9  | Hódos Imre Sportcsarnok, Debrecen Zuschauer: 1500 Schiedsrichter: A. Covalciuc, I. Covalciuc |
| 28. Oktober 2023 16:00 Uhr | Spielbericht           |         |                         | Hódos Imre Sportcsarnok, Debrecen Zuschauer: 1500 Schiedsrichter: A. Covalciuc, I. Covalciuc |

| 29. Oktober 2023 14:00 Uhr | IK Sävehof             | 26:29  | Győri ETO KC                     | Partille Arena, Partille Zuschauer: 1047 Schiedsrichter: Bočáková, Jánošíková |
| 29. Oktober 2023 14:00 Uhr | meiste Tore: Koppang 7 | (8:13) | meiste Tore: 4 Spielerinnen je 5 | Partille Arena, Partille Zuschauer: 1047 Schiedsrichter: Bočáková, Jánošíková |
| 29. Oktober 2023 14:00 Uhr | Spielbericht           |        |                                  | Partille Arena, Partille Zuschauer: 1047 Schiedsrichter: Bočáková, Jánošíková |

| 29. Oktober 2023 16:00 Uhr | Odense Håndbold        | 42:29   | SG BBM Bietigheim   | Sydbank Arena, Odense Zuschauer: 2236 Schiedsrichter: Lah, Sok |
| 29. Oktober 2023 16:00 Uhr | meiste Tore: Aardahl 8 | (18:14) | meiste Tore: Döll 6 | Sydbank Arena, Odense Zuschauer: 2236 Schiedsrichter: Lah, Sok |
| 29. Oktober 2023 16:00 Uhr | Spielbericht           |         |                     | Sydbank Arena, Odense Zuschauer: 2236 Schiedsrichter: Lah, Sok |

| 29. Oktober 2023 16:00 Uhr | ŽRK Budućnost Podgorica | 24:29   | CSM Bukarest                                 | Bemax Arena, Podgorica Zuschauer: 1100 Schiedsrichter: Metalari, Nikolovski |
| 29. Oktober 2023 16:00 Uhr | meiste Tore: Vukčević 7 | (12:17) | meiste Tore: Kobylińska, Neagu, Ingstad je 6 | Bemax Arena, Podgorica Zuschauer: 1100 Schiedsrichter: Metalari, Nikolovski |
| 29. Oktober 2023 16:00 Uhr | Spielbericht            |         |                                              | Bemax Arena, Podgorica Zuschauer: 1100 Schiedsrichter: Metalari, Nikolovski |

| 11. November 2023 16:00 Uhr | IK Sävehof            | 20:44   | Odense Håndbold           | Partille Arena, Partille Zuschauer: 940 Schiedsrichter: Ilieva, Karbeska |
| 11. November 2023 16:00 Uhr | meiste Tore: Blomst 4 | (11:21) | meiste Tore: Halilcevic 9 | Partille Arena, Partille Zuschauer: 940 Schiedsrichter: Ilieva, Karbeska |
| 11. November 2023 16:00 Uhr | Spielbericht          |         |                           | Partille Arena, Partille Zuschauer: 940 Schiedsrichter: Ilieva, Karbeska |

| 11. November 2023 18:00 Uhr | Brest Bretagne Handball | 20:20 | ŽRK Budućnost Podgorica | Brest Arena, Brest Zuschauer: 3600 Schiedsrichter: Lovin, Stancu |
| 11. November 2023 18:00 Uhr | meiste Tore: Maslowa 6  | (9:9) | meiste Tore: Godeč 6    | Brest Arena, Brest Zuschauer: 3600 Schiedsrichter: Lovin, Stancu |
| 11. November 2023 18:00 Uhr | Spielbericht            |       |                         | Brest Arena, Brest Zuschauer: 3600 Schiedsrichter: Lovin, Stancu |

| 11. November 2023 18:00 Uhr | CSM Bukarest         | 29:29   | Debreceni Vasutas SC | Sala Polivalentă din București, Bukarest Zuschauer: 2500 Schiedsrichter: Carmaux, Mursch |
| 11. November 2023 18:00 Uhr | meiste Tore: Neagu 9 | (17:14) | meiste Tore: Vámos 7 | Sala Polivalentă din București, Bukarest Zuschauer: 2500 Schiedsrichter: Carmaux, Mursch |
| 11. November 2023 18:00 Uhr | Spielbericht         |         |                      | Sala Polivalentă din București, Bukarest Zuschauer: 2500 Schiedsrichter: Carmaux, Mursch |

| 11. November 2023 20:00 Uhr | SG BBM Bietigheim                            | 26:34   | Győri ETO KC             | MHPArena, Ludwigsburg Zuschauer: 3043 Schiedsrichter: Vujačić, Kažanegra |
| 11. November 2023 20:00 Uhr | meiste Tore: Gassama Cissokho, Hvenfelt je 4 | (10:12) | meiste Tore: Nze Minko 7 | MHPArena, Ludwigsburg Zuschauer: 3043 Schiedsrichter: Vujačić, Kažanegra |
| 11. November 2023 20:00 Uhr | Spielbericht                                 |         |                          | MHPArena, Ludwigsburg Zuschauer: 3043 Schiedsrichter: Vujačić, Kažanegra |

| 18. November 2023 16:00 Uhr | Odense Håndbold           | 40:22   | IK Sävehof                           | Sydbank Arena, Odense Zuschauer: 2102 Schiedsrichter: Christidi, Papamattheou |
| 18. November 2023 16:00 Uhr | meiste Tore: Halilcevic 7 | (21:11) | meiste Tore: Koppang, Mellegård je 3 | Sydbank Arena, Odense Zuschauer: 2102 Schiedsrichter: Christidi, Papamattheou |
| 18. November 2023 16:00 Uhr | Spielbericht              |         |                                      | Sydbank Arena, Odense Zuschauer: 2102 Schiedsrichter: Christidi, Papamattheou |

| 18. November 2023 16:00 Uhr | Debreceni Vasutas SC   | 23:30  | CSM Bukarest          | Hódos Imre Sportcsarnok, Debrecen Zuschauer: 2200 Schiedsrichter: Ünlü Hatipoğlu, Şimşek |
| 18. November 2023 16:00 Uhr | meiste Tore: Planéta 6 | (9:15) | meiste Tore: Stoica 8 | Hódos Imre Sportcsarnok, Debrecen Zuschauer: 2200 Schiedsrichter: Ünlü Hatipoğlu, Şimşek |
| 18. November 2023 16:00 Uhr | Spielbericht           |        |                       | Hódos Imre Sportcsarnok, Debrecen Zuschauer: 2200 Schiedsrichter: Ünlü Hatipoğlu, Şimşek |

| 18. November 2023 18:00 Uhr | ŽRK Budućnost Podgorica | 21:34   | Brest Bretagne Handball | Bemax Arena, Podgorica Zuschauer: 1200 Schiedsrichter: Doychinow, Goretsow |
| 18. November 2023 18:00 Uhr | meiste Tore: Ivanović 6 | (10:19) | meiste Tore: Maslowa 6  | Bemax Arena, Podgorica Zuschauer: 1200 Schiedsrichter: Doychinow, Goretsow |
| 18. November 2023 18:00 Uhr | Spielbericht            |         |                         | Bemax Arena, Podgorica Zuschauer: 1200 Schiedsrichter: Doychinow, Goretsow |

| 18. November 2023 18:00 Uhr | Győri ETO KC            | 31:29   | SG BBM Bietigheim                     | Audi Arena, Győr Zuschauer: 4612 Schiedsrichter: Barysas, Petrušis |
| 18. November 2023 18:00 Uhr | meiste Tore: de Paula 8 | (13:17) | meiste Tore: Kudłacz-Gloc, Smits je 5 | Audi Arena, Győr Zuschauer: 4612 Schiedsrichter: Barysas, Petrušis |
| 18. November 2023 18:00 Uhr | Spielbericht            |         |                                       | Audi Arena, Győr Zuschauer: 4612 Schiedsrichter: Barysas, Petrušis |

| 6. Januar 2024 16:00 Uhr | Győri ETO KC               | 39:20  | IK Sävehof              | Audi Arena, Győr Zuschauer: 4285 Schiedsrichter: Weijmans, Wolbertus |
| 6. Januar 2024 16:00 Uhr | meiste Tore: Kristiansen 6 | (19:7) | meiste Tore: Karlsson 4 | Audi Arena, Győr Zuschauer: 4285 Schiedsrichter: Weijmans, Wolbertus |
| 6. Januar 2024 16:00 Uhr | Spielbericht               |        |                         | Audi Arena, Győr Zuschauer: 4285 Schiedsrichter: Weijmans, Wolbertus |

| 6. Januar 2024 18:00 Uhr | Brest Bretagne Handball       | 38:28   | Debreceni Vasutas SC             | Brest Arena, Brest Zuschauer: 4152 Schiedsrichter: Ilieva, Karbeska |
| 6. Januar 2024 18:00 Uhr | meiste Tore: Cabral Barbosa 9 | (19:14) | meiste Tore: 4 Spielerinnen je 4 | Brest Arena, Brest Zuschauer: 4152 Schiedsrichter: Ilieva, Karbeska |
| 6. Januar 2024 18:00 Uhr | Spielbericht                  |         |                                  | Brest Arena, Brest Zuschauer: 4152 Schiedsrichter: Ilieva, Karbeska |

| 7. Januar 2024 16:00 Uhr | SG BBM Bietigheim       | 25:28   | Odense Håndbold                       | MHPArena, Ludwigsburg Zuschauer: 2878 Schiedsrichter: Altmár, Horváth |
| 7. Januar 2024 16:00 Uhr | meiste Tore: X. Smits 6 | (10:11) | meiste Tore: Elver, van Wetering je 6 | MHPArena, Ludwigsburg Zuschauer: 2878 Schiedsrichter: Altmár, Horváth |
| 7. Januar 2024 16:00 Uhr | Spielbericht            |         |                                       | MHPArena, Ludwigsburg Zuschauer: 2878 Schiedsrichter: Altmár, Horváth |

| 7. Januar 2024 16:00 Uhr | CSM Bukarest           | 44:26   | ŽRK Budućnost Podgorica | Sala Polivalentă din București, Bukarest Zuschauer: 4300 Schiedsrichter: D. Lončar, Z. Lončar |
| 7. Januar 2024 16:00 Uhr | meiste Tore: Ingstad 8 | (24:15) | meiste Tore: Niakaté 6  | Sala Polivalentă din București, Bukarest Zuschauer: 4300 Schiedsrichter: D. Lončar, Z. Lončar |
| 7. Januar 2024 16:00 Uhr | Spielbericht           |         |                         | Sala Polivalentă din București, Bukarest Zuschauer: 4300 Schiedsrichter: D. Lončar, Z. Lončar |

| 13. Januar 2024 16:00 Uhr | IK Sävehof                | 29:33   | SG BBM Bietigheim                               | Partille Arena, Partille Zuschauer: 437 Schiedsrichter: Balvan, Praštalo |
| 13. Januar 2024 16:00 Uhr | meiste Tore: Mihailovic 6 | (15:14) | meiste Tore: Kudłacz-Gloc, Andersson, Malá je 5 | Partille Arena, Partille Zuschauer: 437 Schiedsrichter: Balvan, Praštalo |
| 13. Januar 2024 16:00 Uhr | Spielbericht              |         |                                                 | Partille Arena, Partille Zuschauer: 437 Schiedsrichter: Balvan, Praštalo |

| 13. Januar 2024 18:00 Uhr | Odense Håndbold        | 30:31   | Győri ETO KC                     | Sydbank Arena, Odense Zuschauer: 2296 Schiedsrichter: Palačković, Backović |
| 13. Januar 2024 18:00 Uhr | meiste Tore: Højlund 8 | (13:15) | meiste Tore: Ryu, Nze Minko je 6 | Sydbank Arena, Odense Zuschauer: 2296 Schiedsrichter: Palačković, Backović |
| 13. Januar 2024 18:00 Uhr | Spielbericht           |         |                                  | Sydbank Arena, Odense Zuschauer: 2296 Schiedsrichter: Palačković, Backović |

| 14. Januar 2024 16:00 Uhr | ŽRK Budućnost Podgorica | 21:27   | Debreceni Vasutas SC  | Bemax Arena, Podgorica Zuschauer: 1020 Schiedsrichter: Álvarez Mata, Bustamante López |
| 14. Januar 2024 16:00 Uhr | meiste Tore: Niakaté 8  | (11:11) | meiste Tore: Kácsor 9 | Bemax Arena, Podgorica Zuschauer: 1020 Schiedsrichter: Álvarez Mata, Bustamante López |
| 14. Januar 2024 16:00 Uhr | Spielbericht            |         |                       | Bemax Arena, Podgorica Zuschauer: 1020 Schiedsrichter: Álvarez Mata, Bustamante López |

| 14. Januar 2024 18:00 Uhr | Brest Bretagne Handball | 24:21   | CSM Bukarest           | Brest Arena, Brest Zuschauer: 4205 Schiedsrichter: Budzák, Záhradník |
| 14. Januar 2024 18:00 Uhr | meiste Tore: Coatanea 7 | (13:10) | meiste Tore: Arntzen 5 | Brest Arena, Brest Zuschauer: 4205 Schiedsrichter: Budzák, Záhradník |
| 14. Januar 2024 18:00 Uhr | Spielbericht            |         |                        | Brest Arena, Brest Zuschauer: 4205 Schiedsrichter: Budzák, Záhradník |

| 20. Januar 2024 16:00 Uhr | Debreceni Vasutas SC  | 22:35   | Odense Håndbold        | Hódos Imre Sportcsarnok, Debrecen Zuschauer: 2000 Schiedsrichter: Vranes, Wenninger |
| 20. Januar 2024 16:00 Uhr | meiste Tore: Kácsor 9 | (12:15) | meiste Tore: Højlund 7 | Hódos Imre Sportcsarnok, Debrecen Zuschauer: 2000 Schiedsrichter: Vranes, Wenninger |
| 20. Januar 2024 16:00 Uhr | Spielbericht          |         |                        | Hódos Imre Sportcsarnok, Debrecen Zuschauer: 2000 Schiedsrichter: Vranes, Wenninger |

| 20. Januar 2024 18:00 Uhr | Brest Bretagne Handball | 37:30   | SG BBM Bietigheim   | Brest Arena, Brest Zuschauer: 4258 Schiedsrichter: Pobedryna, Duplyj |
| 20. Januar 2024 18:00 Uhr | meiste Tore: Maslowa 9  | (13:17) | meiste Tore: Döll 6 | Brest Arena, Brest Zuschauer: 4258 Schiedsrichter: Pobedryna, Duplyj |
| 20. Januar 2024 18:00 Uhr | Spielbericht            |         |                     | Brest Arena, Brest Zuschauer: 4258 Schiedsrichter: Pobedryna, Duplyj |

| 20. Januar 2024 20:00 Uhr | ŽRK Budućnost Podgorica                      | 21:29   | Győri ETO KC        | Bemax Arena, Podgorica Zuschauer: 750 Schiedsrichter: Ünlü Hatipoğlu, Şimşek |
| 20. Januar 2024 20:00 Uhr | meiste Tore: Marković, Godeč, Pavićević je 4 | (13:17) | meiste Tore: Gros 5 | Bemax Arena, Podgorica Zuschauer: 750 Schiedsrichter: Ünlü Hatipoğlu, Şimşek |
| 20. Januar 2024 20:00 Uhr | Spielbericht                                 |         |                     | Bemax Arena, Podgorica Zuschauer: 750 Schiedsrichter: Ünlü Hatipoğlu, Şimşek |

| 21. Januar 2024 16:00 Uhr | CSM Bukarest                                    | 35:26   | IK Sävehof           | Sala Polivalentă din București, Bukarest Zuschauer: 3130 Schiedsrichter: Sekulić, Jovandić |
| 21. Januar 2024 16:00 Uhr | meiste Tore: Alexandra Dindiligan, Ingstad je 7 | (18:10) | meiste Tore: Sembe 6 | Sala Polivalentă din București, Bukarest Zuschauer: 3130 Schiedsrichter: Sekulić, Jovandić |
| 21. Januar 2024 16:00 Uhr | Spielbericht                                    |         |                      | Sala Polivalentă din București, Bukarest Zuschauer: 3130 Schiedsrichter: Sekulić, Jovandić |

| 2. Februar 2024 20:45 Uhr | IK Sävehof            | 23:27   | ŽRK Budućnost Podgorica | Partille Arena, Partille Zuschauer: 453 Schiedsrichter: Altmár, Horváth |
| 2. Februar 2024 20:45 Uhr | meiste Tore: Jensen 6 | (12:13) | meiste Tore: Godeč 9    | Partille Arena, Partille Zuschauer: 453 Schiedsrichter: Altmár, Horváth |
| 2. Februar 2024 20:45 Uhr | Spielbericht          |         |                         | Partille Arena, Partille Zuschauer: 453 Schiedsrichter: Altmár, Horváth |

| 3. Februar 2024 16:00 Uhr | Odense Håndbold        | 29:29   | Brest Bretagne Handball | Sydbank Arena, Odense Zuschauer: 2103 Schiedsrichter: Vujačić, Kažanegra |
| 3. Februar 2024 16:00 Uhr | meiste Tore: Højlund 7 | (14:14) | meiste Tore: Foppa 6    | Sydbank Arena, Odense Zuschauer: 2103 Schiedsrichter: Vujačić, Kažanegra |
| 3. Februar 2024 16:00 Uhr | Spielbericht           |         |                         | Sydbank Arena, Odense Zuschauer: 2103 Schiedsrichter: Vujačić, Kažanegra |

| 3. Februar 2024 18:00 Uhr | Győri ETO KC                                | 24:26  | CSM Bukarest         | Audi Arena, Győr Zuschauer: 5038 Schiedsrichter: Braseth, Sundet |
| 3. Februar 2024 18:00 Uhr | meiste Tore: Kristiansen, Győri-Lukács je 6 | (9:15) | meiste Tore: Zaadi 8 | Audi Arena, Győr Zuschauer: 5038 Schiedsrichter: Braseth, Sundet |
| 3. Februar 2024 18:00 Uhr | Spielbericht                                |        |                      | Audi Arena, Győr Zuschauer: 5038 Schiedsrichter: Braseth, Sundet |

| 4. Februar 2024 14:00 Uhr | SG BBM Bietigheim   | 27:31   | Debreceni Vasutas SC  | MHPArena, Ludwigsburg Schiedsrichter: Ilieva, Karbeska |
| 4. Februar 2024 14:00 Uhr | meiste Tore: Döll 9 | (15:13) | meiste Tore: Kácsor 7 | MHPArena, Ludwigsburg Schiedsrichter: Ilieva, Karbeska |
| 4. Februar 2024 14:00 Uhr | Spielbericht        |         |                       | MHPArena, Ludwigsburg Schiedsrichter: Ilieva, Karbeska |

| 10. Februar 2024 18:00 Uhr | ŽRK Budućnost Podgorica | 17:33   | Odense Håndbold       | Bemax Arena, Podgorica Zuschauer: 530 Schiedsrichter: Lovin, Stancu |
| 10. Februar 2024 18:00 Uhr | meiste Tore: Vukčević 7 | (13:16) | meiste Tore: Hansen 7 | Bemax Arena, Podgorica Zuschauer: 530 Schiedsrichter: Lovin, Stancu |
| 10. Februar 2024 18:00 Uhr | Spielbericht            |         |                       | Bemax Arena, Podgorica Zuschauer: 530 Schiedsrichter: Lovin, Stancu |

| 10. Februar 2024 18:00 Uhr | Debreceni Vasutas SC   | 29:28   | Győri ETO KC             | Hódos Imre Sportcsarnok, Debrecen Zuschauer: 2100 Schiedsrichter: Balvan, Praštalo |
| 10. Februar 2024 18:00 Uhr | meiste Tore: Jovović 5 | (14:14) | meiste Tore: Nze Minko 6 | Hódos Imre Sportcsarnok, Debrecen Zuschauer: 2100 Schiedsrichter: Balvan, Praštalo |
| 10. Februar 2024 18:00 Uhr | Spielbericht           |         |                          | Hódos Imre Sportcsarnok, Debrecen Zuschauer: 2100 Schiedsrichter: Balvan, Praštalo |

| 11. Februar 2024 16:00 Uhr | CSM Bukarest         | 31:28   | SG BBM Bietigheim           | Sala Polivalentă Dinamo, Bukarest Zuschauer: 2500 Schiedsrichter: Tzaferopoulos, Bethmann |
| 11. Februar 2024 16:00 Uhr | meiste Tore: Neagu 6 | (17:10) | meiste Tore: Kudłacz-Gloc 6 | Sala Polivalentă Dinamo, Bukarest Zuschauer: 2500 Schiedsrichter: Tzaferopoulos, Bethmann |
| 11. Februar 2024 16:00 Uhr | Spielbericht         |         |                             | Sala Polivalentă Dinamo, Bukarest Zuschauer: 2500 Schiedsrichter: Tzaferopoulos, Bethmann |

| 11. Februar 2024 18:00 Uhr | Brest Bretagne Handball | 28:23  | IK Sävehof                        | Brest Arena, Brest Zuschauer: 4125 Schiedsrichter: Ünlü Hatipoğlu, Şimşek |
| 11. Februar 2024 18:00 Uhr | meiste Tore: Maslowa 8  | (10:9) | meiste Tore: Koppang, Jensen je 6 | Brest Arena, Brest Zuschauer: 4125 Schiedsrichter: Ünlü Hatipoğlu, Şimşek |
| 11. Februar 2024 18:00 Uhr | Spielbericht            |        |                                   | Brest Arena, Brest Zuschauer: 4125 Schiedsrichter: Ünlü Hatipoğlu, Şimşek |

| 17. Februar 2024 16:00 Uhr | SG BBM Bietigheim     | 34:16  | ŽRK Budućnost Podgorica | MHPArena, Ludwigsburg Zuschauer: 1511 Schiedsrichter: Bočáková, Jánošíková |
| 17. Februar 2024 16:00 Uhr | meiste Tore: Dulfer 9 | (19:7) | meiste Tore: Vukčević 4 | MHPArena, Ludwigsburg Zuschauer: 1511 Schiedsrichter: Bočáková, Jánošíková |
| 17. Februar 2024 16:00 Uhr | Spielbericht          |        |                         | MHPArena, Ludwigsburg Zuschauer: 1511 Schiedsrichter: Bočáková, Jánošíková |

| 17. Februar 2024 18:00 Uhr | Győri ETO KC                              | 32:32   | Brest Bretagne Handball | Audi Arena, Győr Zuschauer: 4511 Schiedsrichter: Metalari, Nikolovski |
| 17. Februar 2024 18:00 Uhr | meiste Tore: Győri-Lukács, Nze Minko je 6 | (18:18) | meiste Tore: Maslowa 8  | Audi Arena, Győr Zuschauer: 4511 Schiedsrichter: Metalari, Nikolovski |
| 17. Februar 2024 18:00 Uhr | Spielbericht                              |         |                         | Audi Arena, Győr Zuschauer: 4511 Schiedsrichter: Metalari, Nikolovski |

| 18. Februar 2024 14:00 Uhr | Odense Håndbold                             | 29:25   | CSM Bukarest         | Sydbank Arena, Odense Zuschauer: 2298 Schiedsrichter: Barysas, Petrušis |
| 18. Februar 2024 14:00 Uhr | meiste Tore: Aardahl, Hansen, Housheer je 5 | (16:11) | meiste Tore: Neagu 7 | Sydbank Arena, Odense Zuschauer: 2298 Schiedsrichter: Barysas, Petrušis |
| 18. Februar 2024 14:00 Uhr | Spielbericht                                |         |                      | Sydbank Arena, Odense Zuschauer: 2298 Schiedsrichter: Barysas, Petrušis |

| 18. Februar 2024 16:00 Uhr | IK Sävehof                  | 27:36   | Debreceni Vasutas SC   | Partille Arena, Partille Zuschauer: 428 Schiedsrichter: Fukala, Mohyla |
| 18. Februar 2024 16:00 Uhr | meiste Tore: Stankiewicz 12 | (14:18) | meiste Tore: Töpfner 8 | Partille Arena, Partille Zuschauer: 428 Schiedsrichter: Fukala, Mohyla |
| 18. Februar 2024 16:00 Uhr | Spielbericht                |         |                        | Partille Arena, Partille Zuschauer: 428 Schiedsrichter: Fukala, Mohyla |

### Gruppe B
| Pl. | Land                    | Sp. | S  | U | N  | Tore      | Diff. | Punkte  |
| --- | ----------------------- | --- | -- | - | -- | --------- | ----- | ------- |
| 1.  | Metz Handball           | 14  | 11 | 0 | 3  | 0470:4020 | +68   | 022:60  |
| 2.  | Team Esbjerg            | 14  | 11 | 0 | 3  | 0449:4120 | +37   | 022:60  |
| 3.  | Ikast Håndbold          | 14  | 10 | 1 | 3  | 0476:4350 | +41   | 021:70  |
| 4.  | Vipers Kristiansand     | 14  | 7  | 1 | 6  | 0445:4030 | +42   | 015:130 |
| 5.  | Rokometni Klub Krim     | 14  | 6  | 1 | 7  | 0389:3840 | +5    | 013:150 |
| 6.  | FTC-Rail Cargo Hungaria | 14  | 4  | 2 | 8  | 0387:4080 | −21   | 010:180 |
| 7.  | Rapid Bukarest          | 14  | 4  | 1 | 9  | 0366:3990 | −33   | 09:190  |
| 8.  | MKS Zagłębie Lubin      | 14  | 0  | 0 | 14 | 0327:4660 | −139  | 00:280  |

| 9. September 2023 16:00 Uhr | FTC-Rail Cargo Hungaria  | 25:38   | Metz Handball            | Érd Aréna, Érd Zuschauer: 1400 Schiedsrichter: Barysas, Petrušis |
| 9. September 2023 16:00 Uhr | meiste Tore: Malestein 9 | (13:19) | meiste Tore: Valentini 9 | Érd Aréna, Érd Zuschauer: 1400 Schiedsrichter: Barysas, Petrušis |
| 9. September 2023 16:00 Uhr | Spielbericht             |         |                          | Érd Aréna, Érd Zuschauer: 1400 Schiedsrichter: Barysas, Petrušis |

| 9. September 2023 16:00 Uhr | Ikast Håndbold                                   | 30:26   | Vipers Kristiansand       | IBF Arena, Ikast Zuschauer: 1988 Schiedsrichter: Kuttler, Merz |
| 9. September 2023 16:00 Uhr | meiste Tore: Skogrand, Mortensen, Jeřábková je 5 | (12:12) | meiste Tore: Knedlíková 7 | IBF Arena, Ikast Zuschauer: 1988 Schiedsrichter: Kuttler, Merz |
| 9. September 2023 16:00 Uhr | Spielbericht                                     |         |                           | IBF Arena, Ikast Zuschauer: 1988 Schiedsrichter: Kuttler, Merz |

| 9. September 2023 18:00 Uhr | MKS Zagłębie Lubin   | 18:36  | Rokometni Klub Krim              | Hala widowiskowo-sportowa RCS w Lubinie, Lubin Zuschauer: 3009 Schiedsrichter: Ilieva, Karbeska |
| 9. September 2023 18:00 Uhr | meiste Tore: Grzyb 5 | (6:19) | meiste Tore: 4 Spielerinnen je 5 | Hala widowiskowo-sportowa RCS w Lubinie, Lubin Zuschauer: 3009 Schiedsrichter: Ilieva, Karbeska |
| 9. September 2023 18:00 Uhr | Spielbericht         |        |                                  | Hala widowiskowo-sportowa RCS w Lubinie, Lubin Zuschauer: 3009 Schiedsrichter: Ilieva, Karbeska |

| 10. September 2023 16:00 Uhr | Team Esbjerg                        | 30:28   | Rapid Bukarest                            | Blue Water Dokken, Esbjerg Zuschauer: 2141 Schiedsrichter: Sekulić, Jovandić |
| 10. September 2023 16:00 Uhr | meiste Tore: Breistøl, Reistad je 6 | (16:12) | meiste Tore: Buceschi, Kanor, Grozav je 5 | Blue Water Dokken, Esbjerg Zuschauer: 2141 Schiedsrichter: Sekulić, Jovandić |
| 10. September 2023 16:00 Uhr | Spielbericht                        |         |                                           | Blue Water Dokken, Esbjerg Zuschauer: 2141 Schiedsrichter: Sekulić, Jovandić |

| 16. September 2023 18:00 Uhr | Vipers Kristiansand       | 37:26   | FTC-Rail Cargo Hungaria | Aquarama Kristiansand, Kristiansand Zuschauer: 1646 Schiedsrichter: Álvarez Mata, Bustamante López |
| 16. September 2023 18:00 Uhr | meiste Tore: Knedlíková 8 | (19:15) | meiste Tore: Lekić 10   | Aquarama Kristiansand, Kristiansand Zuschauer: 1646 Schiedsrichter: Álvarez Mata, Bustamante López |
| 16. September 2023 18:00 Uhr | Spielbericht              |         |                         | Aquarama Kristiansand, Kristiansand Zuschauer: 1646 Schiedsrichter: Álvarez Mata, Bustamante López |

| 16. September 2023 18:00 Uhr | Rapid Bukarest       | 26:25   | MKS Zagłębie Lubin   | Sala Polivalentă din București, Bukarest Zuschauer: 3200 Schiedsrichter: Ünlü Hatipoğlu, Şimşek |
| 16. September 2023 18:00 Uhr | meiste Tore: Kanor 7 | (12:15) | meiste Tore: Górna 6 | Sala Polivalentă din București, Bukarest Zuschauer: 3200 Schiedsrichter: Ünlü Hatipoğlu, Şimşek |
| 16. September 2023 18:00 Uhr | Spielbericht         |         |                      | Sala Polivalentă din București, Bukarest Zuschauer: 3200 Schiedsrichter: Ünlü Hatipoğlu, Şimşek |

| 17. September 2023 14:00 Uhr | Rokometni Klub Krim   | 33:27   | Team Esbjerg            | Arena Stožice, Ljubljana Zuschauer: 1945 Schiedsrichter: Vujačić, Kažanegra |
| 17. September 2023 14:00 Uhr | meiste Tore: Mavsar 8 | (15:12) | meiste Tore: Breistøl 6 | Arena Stožice, Ljubljana Zuschauer: 1945 Schiedsrichter: Vujačić, Kažanegra |
| 17. September 2023 14:00 Uhr | Spielbericht          |         |                         | Arena Stožice, Ljubljana Zuschauer: 1945 Schiedsrichter: Vujačić, Kažanegra |

| 17. September 2023 16:00 Uhr | Metz Handball            | 35:39   | Ikast Håndbold       | Palais omnisports Les Arènes, Metz Zuschauer: 3052 Schiedsrichter: Vranes, Wenninger |
| 17. September 2023 16:00 Uhr | meiste Tore: Jørgensen 7 | (17:20) | meiste Tore: Friis 9 | Palais omnisports Les Arènes, Metz Zuschauer: 3052 Schiedsrichter: Vranes, Wenninger |
| 17. September 2023 16:00 Uhr | Spielbericht             |         |                      | Palais omnisports Les Arènes, Metz Zuschauer: 3052 Schiedsrichter: Vranes, Wenninger |

| 23. September 2023 18:00 Uhr | Team Esbjerg           | 29:27   | Metz Handball           | Blue Water Dokken, Esbjerg Zuschauer: 2037 Schiedsrichter: Lovin, Stancu |
| 23. September 2023 18:00 Uhr | meiste Tore: Reistad 8 | (16:17) | meiste Tore: Burgaard 6 | Blue Water Dokken, Esbjerg Zuschauer: 2037 Schiedsrichter: Lovin, Stancu |
| 23. September 2023 18:00 Uhr | Spielbericht           |         |                         | Blue Water Dokken, Esbjerg Zuschauer: 2037 Schiedsrichter: Lovin, Stancu |

| 23. September 2023 18:00 Uhr | MKS Zagłębie Lubin      | 20:34  | Vipers Kristiansand       | Hala widowiskowo-sportowa RCS w Lubinie, Lubin Zuschauer: 3211 Schiedsrichter: Altmár, Horváth |
| 23. September 2023 18:00 Uhr | meiste Tore: Michalak 4 | (9:16) | meiste Tore: Wjachirewa 9 | Hala widowiskowo-sportowa RCS w Lubinie, Lubin Zuschauer: 3211 Schiedsrichter: Altmár, Horváth |
| 23. September 2023 18:00 Uhr | Spielbericht            |        |                           | Hala widowiskowo-sportowa RCS w Lubinie, Lubin Zuschauer: 3211 Schiedsrichter: Altmár, Horváth |

| 23. September 2023 18:00 Uhr | Rokometni Klub Krim       | 32:26   | FTC-Rail Cargo Hungaria | Arena Stožice, Ljubljana Zuschauer: 3500 Schiedsrichter: Balvan, Praštalo |
| 23. September 2023 18:00 Uhr | meiste Tore: Dmitrijewa 8 | (15:10) | meiste Tore: Klujber 8  | Arena Stožice, Ljubljana Zuschauer: 3500 Schiedsrichter: Balvan, Praštalo |
| 23. September 2023 18:00 Uhr | Spielbericht              |         |                         | Arena Stožice, Ljubljana Zuschauer: 3500 Schiedsrichter: Balvan, Praštalo |

| 24. September 2023 16:00 Uhr | Rapid Bukarest        | 27:35   | Ikast Håndbold           | Sala Polivalentă din București, Bukarest Zuschauer: 3500 Schiedsrichter: Jović, Arnautović |
| 24. September 2023 16:00 Uhr | meiste Tore: Grozav 8 | (11:20) | meiste Tore: Jeřábková 8 | Sala Polivalentă din București, Bukarest Zuschauer: 3500 Schiedsrichter: Jović, Arnautović |
| 24. September 2023 16:00 Uhr | Spielbericht          |         |                          | Sala Polivalentă din București, Bukarest Zuschauer: 3500 Schiedsrichter: Jović, Arnautović |

| 30. September 2023 18:00 Uhr | Metz Handball            | 42:26   | MKS Zagłębie Lubin                   | Palais omnisports Les Arènes, Metz Zuschauer: 2939 Schiedsrichter: Vujačić, Kažanegra |
| 30. September 2023 18:00 Uhr | meiste Tore: Valentini 9 | (22:10) | meiste Tore: Przywara, Michalak je 6 | Palais omnisports Les Arènes, Metz Zuschauer: 2939 Schiedsrichter: Vujačić, Kažanegra |
| 30. September 2023 18:00 Uhr | Spielbericht             |         |                                      | Palais omnisports Les Arènes, Metz Zuschauer: 2939 Schiedsrichter: Vujačić, Kažanegra |

| 30. September 2023 18:00 Uhr | FTC-Rail Cargo Hungaria | 24:24   | Rapid Bukarest        | Érd Aréna, Érd Zuschauer: 2500 Schiedsrichter: Metalari, Nikolovski |
| 30. September 2023 18:00 Uhr | meiste Tore: Lekić 6    | (14:10) | meiste Tore: Korsós 6 | Érd Aréna, Érd Zuschauer: 2500 Schiedsrichter: Metalari, Nikolovski |
| 30. September 2023 18:00 Uhr | Spielbericht            |         |                       | Érd Aréna, Érd Zuschauer: 2500 Schiedsrichter: Metalari, Nikolovski |

| 30. September 2023 18:00 Uhr | Vipers Kristiansand        | 37:38   | Team Esbjerg                        | Aquarama Kristiansand, Kristiansand Zuschauer: 2200 Schiedsrichter: Antić, Jakovljević |
| 30. September 2023 18:00 Uhr | meiste Tore: Wjachirewa 11 | (15:20) | meiste Tore: Breistøl, Reistad je 9 | Aquarama Kristiansand, Kristiansand Zuschauer: 2200 Schiedsrichter: Antić, Jakovljević |
| 30. September 2023 18:00 Uhr | Spielbericht               |         |                                     | Aquarama Kristiansand, Kristiansand Zuschauer: 2200 Schiedsrichter: Antić, Jakovljević |

| 1. Oktober 2023 16:00 Uhr | Ikast Håndbold                    | 33:32   | Rokometni Klub Krim   | IBF Arena, Ikast Zuschauer: 1860 Schiedsrichter: Álvarez Mata, Bustamante López |
| 1. Oktober 2023 16:00 Uhr | meiste Tore: Friis, Bakkerud je 8 | (14:18) | meiste Tore: Stanko 9 | IBF Arena, Ikast Zuschauer: 1860 Schiedsrichter: Álvarez Mata, Bustamante López |
| 1. Oktober 2023 16:00 Uhr | Spielbericht                      |         |                       | IBF Arena, Ikast Zuschauer: 1860 Schiedsrichter: Álvarez Mata, Bustamante López |

| 21. Oktober 2023 16:00 Uhr | Ikast Håndbold            | 41:29   | MKS Zagłębie Lubin                       | IBF Arena, Ikast Zuschauer: 1593 Schiedsrichter: Christidi, Papamattheou |
| 21. Oktober 2023 16:00 Uhr | meiste Tore: Scaglione 10 | (21:15) | meiste Tore: Drabik, Kochaniak-Sala je 6 | IBF Arena, Ikast Zuschauer: 1593 Schiedsrichter: Christidi, Papamattheou |
| 21. Oktober 2023 16:00 Uhr | Spielbericht              |         |                                          | IBF Arena, Ikast Zuschauer: 1593 Schiedsrichter: Christidi, Papamattheou |

| 21. Oktober 2023 18:00 Uhr | Rokometni Klub Krim      | 24:24  | Vipers Kristiansand                      | Hala Tivoli, Ljubljana Zuschauer: 4000 Schiedsrichter: Budzák, Záhradník |
| 21. Oktober 2023 18:00 Uhr | meiste Tore: Radičević 6 | (15:9) | meiste Tore: Wjachirewa, Knedlíková je 6 | Hala Tivoli, Ljubljana Zuschauer: 4000 Schiedsrichter: Budzák, Záhradník |
| 21. Oktober 2023 18:00 Uhr | Spielbericht             |        |                                          | Hala Tivoli, Ljubljana Zuschauer: 4000 Schiedsrichter: Budzák, Záhradník |

| 22. Oktober 2023 16:00 Uhr | Team Esbjerg            | 27:23   | FTC-Rail Cargo Hungaria | Blue Water Dokken, Esbjerg Zuschauer: 2550 Schiedsrichter: Ünlü Hatipoğlu, Şimşek |
| 22. Oktober 2023 16:00 Uhr | meiste Tore: Breistøl 6 | (14:11) | meiste Tore: Lekić 7    | Blue Water Dokken, Esbjerg Zuschauer: 2550 Schiedsrichter: Ünlü Hatipoğlu, Şimşek |
| 22. Oktober 2023 16:00 Uhr | Spielbericht            |         |                         | Blue Water Dokken, Esbjerg Zuschauer: 2550 Schiedsrichter: Ünlü Hatipoğlu, Şimşek |

| 22. Oktober 2023 16:00 Uhr | Metz Handball             | 33:22   | Rapid Bukarest            | Palais omnisports Les Arènes, Metz Zuschauer: 3953 Schiedsrichter: Balvan, Praštalo |
| 22. Oktober 2023 16:00 Uhr | meiste Tore: Jørgensen 11 | (16:10) | meiste Tore: Janjušević 4 | Palais omnisports Les Arènes, Metz Zuschauer: 3953 Schiedsrichter: Balvan, Praštalo |
| 22. Oktober 2023 16:00 Uhr | Spielbericht              |         |                           | Palais omnisports Les Arènes, Metz Zuschauer: 3953 Schiedsrichter: Balvan, Praštalo |

| 28. Oktober 2023 16:00 Uhr | MKS Zagłębie Lubin            | 24:36   | Team Esbjerg          | Hala widowiskowo-sportowa RCS w Lubinie, Lubin Zuschauer: 2722 Schiedsrichter: Weijmans, Wolbertus |
| 28. Oktober 2023 16:00 Uhr | meiste Tore: Kochaniak-Sala 6 | (14:17) | meiste Tore: Møller 7 | Hala widowiskowo-sportowa RCS w Lubinie, Lubin Zuschauer: 2722 Schiedsrichter: Weijmans, Wolbertus |
| 28. Oktober 2023 16:00 Uhr | Spielbericht                  |         |                       | Hala widowiskowo-sportowa RCS w Lubinie, Lubin Zuschauer: 2722 Schiedsrichter: Weijmans, Wolbertus |

| 28. Oktober 2023 16:00 Uhr | Rapid Bukarest       | 27:22   | Rokometni Klub Krim      | Sala Sporturilor Mioveni, Mioveni Zuschauer: 1600 Schiedsrichter: Altmár, Horváth |
| 28. Oktober 2023 16:00 Uhr | meiste Tore: Kanor 5 | (15:13) | meiste Tore: Radičević 8 | Sala Sporturilor Mioveni, Mioveni Zuschauer: 1600 Schiedsrichter: Altmár, Horváth |
| 28. Oktober 2023 16:00 Uhr | Spielbericht         |         |                          | Sala Sporturilor Mioveni, Mioveni Zuschauer: 1600 Schiedsrichter: Altmár, Horváth |

| 28. Oktober 2023 18:00 Uhr | FTC-Rail Cargo Hungaria | 37:36   | Ikast Håndbold           | Érd Aréna, Érd Zuschauer: 2200 Schiedsrichter: Sekulić, Jovandić |
| 28. Oktober 2023 18:00 Uhr | meiste Tore: Klujber 11 | (20:17) | meiste Tore: Jeřábková 9 | Érd Aréna, Érd Zuschauer: 2200 Schiedsrichter: Sekulić, Jovandić |
| 28. Oktober 2023 18:00 Uhr | Spielbericht            |         |                          | Érd Aréna, Érd Zuschauer: 2200 Schiedsrichter: Sekulić, Jovandić |

| 29. Oktober 2023 16:00 Uhr | Vipers Kristiansand       | 34:36   | Metz Handball           | Aquarama Kristiansand, Kristiansand Zuschauer: 1579 Schiedsrichter: Tzaferopoulos, Bethmann |
| 29. Oktober 2023 16:00 Uhr | meiste Tore: Wjachirewa 8 | (17:14) | meiste Tore: Bouktit 13 | Aquarama Kristiansand, Kristiansand Zuschauer: 1579 Schiedsrichter: Tzaferopoulos, Bethmann |
| 29. Oktober 2023 16:00 Uhr | Spielbericht              |         |                         | Aquarama Kristiansand, Kristiansand Zuschauer: 1579 Schiedsrichter: Tzaferopoulos, Bethmann |

| 11. November 2023 16:00 Uhr | FTC-Rail Cargo Hungaria | 35:22  | MKS Zagłębie Lubin             | Érd Aréna, Érd Zuschauer: 1477 Schiedsrichter: Braseth, Sundet |
| 11. November 2023 16:00 Uhr | meiste Tore: Lekić 9    | (12:8) | meiste Tore: Grzyb, Górna je 4 | Érd Aréna, Érd Zuschauer: 1477 Schiedsrichter: Braseth, Sundet |
| 11. November 2023 16:00 Uhr | Spielbericht            |        |                                | Érd Aréna, Érd Zuschauer: 1477 Schiedsrichter: Braseth, Sundet |

| 12. November 2023 14:00 Uhr | Rapid Bukarest          | 30:29   | Vipers Kristiansand                     | Sala Polivalentă din București, Bukarest Zuschauer: 4000 Schiedsrichter: Pobedryna, Duplyj |
| 12. November 2023 14:00 Uhr | meiste Tore: Buceschi 6 | (10:13) | meiste Tore: Arcos Poveda, Abbingh je 6 | Sala Polivalentă din București, Bukarest Zuschauer: 4000 Schiedsrichter: Pobedryna, Duplyj |
| 12. November 2023 14:00 Uhr | Spielbericht            |         |                                         | Sala Polivalentă din București, Bukarest Zuschauer: 4000 Schiedsrichter: Pobedryna, Duplyj |

| 12. November 2023 16:00 Uhr | Ikast Håndbold           | 34:35   | Team Esbjerg                         | IBF Arena, Ikast Zuschauer: 1488 Schiedsrichter: Bolic, Hurich |
| 12. November 2023 16:00 Uhr | meiste Tore: Jeřábková 8 | (16:18) | meiste Tore: Nora Mørk, Reistad je 8 | IBF Arena, Ikast Zuschauer: 1488 Schiedsrichter: Bolic, Hurich |
| 12. November 2023 16:00 Uhr | Spielbericht             |         |                                      | IBF Arena, Ikast Zuschauer: 1488 Schiedsrichter: Bolic, Hurich |

| 12. November 2023 16:00 Uhr | Rokometni Klub Krim   | 22:28   | Metz Handball                          | Arena Stožice, Ljubljana Zuschauer: 3850 Schiedsrichter: Hansen, Madsen |
| 12. November 2023 16:00 Uhr | meiste Tore: Stanko 5 | (10:14) | meiste Tore: Valentini, Jørgensen je 7 | Arena Stožice, Ljubljana Zuschauer: 3850 Schiedsrichter: Hansen, Madsen |
| 12. November 2023 16:00 Uhr | Spielbericht          |         |                                        | Arena Stožice, Ljubljana Zuschauer: 3850 Schiedsrichter: Hansen, Madsen |

| 18. November 2023 18:00 Uhr | Vipers Kristiansand       | 35:30   | Rapid Bukarest                 | Aquarama Kristiansand, Kristiansand Zuschauer: 1629 Schiedsrichter: R. Thiyagarajah, S. Thiyagarajah |
| 18. November 2023 18:00 Uhr | meiste Tore: Knedlíková 8 | (18:14) | meiste Tore: Fernández Fraga 6 | Aquarama Kristiansand, Kristiansand Zuschauer: 1629 Schiedsrichter: R. Thiyagarajah, S. Thiyagarajah |
| 18. November 2023 18:00 Uhr | Spielbericht              |         |                                | Aquarama Kristiansand, Kristiansand Zuschauer: 1629 Schiedsrichter: R. Thiyagarajah, S. Thiyagarajah |

| 19. November 2023 14:00 Uhr | MKS Zagłębie Lubin             | 23:35   | FTC-Rail Cargo Hungaria         | Hala widowiskowo-sportowa RCS w Lubinie, Lubin Zuschauer: 3002 Schiedsrichter: Vranes, Wenninger |
| 19. November 2023 14:00 Uhr | meiste Tore: Kochaniak-Sala 11 | (15:18) | meiste Tore: Márton, Lekić je 7 | Hala widowiskowo-sportowa RCS w Lubinie, Lubin Zuschauer: 3002 Schiedsrichter: Vranes, Wenninger |
| 19. November 2023 14:00 Uhr | Spielbericht                   |         |                                 | Hala widowiskowo-sportowa RCS w Lubinie, Lubin Zuschauer: 3002 Schiedsrichter: Vranes, Wenninger |

| 19. November 2023 16:00 Uhr | Metz Handball                          | 40:31   | Rokometni Klub Krim       | Palais omnisports Les Arènes, Metz Zuschauer: 4302 Schiedsrichter: Sekulić, Jovandić |
| 19. November 2023 16:00 Uhr | meiste Tore: Valentini, Jørgensen je 8 | (20:12) | meiste Tore: Radičević 10 | Palais omnisports Les Arènes, Metz Zuschauer: 4302 Schiedsrichter: Sekulić, Jovandić |
| 19. November 2023 16:00 Uhr | Spielbericht                           |         |                           | Palais omnisports Les Arènes, Metz Zuschauer: 4302 Schiedsrichter: Sekulić, Jovandić |

| 19. November 2023 16:00 Uhr | Team Esbjerg             | 37:34   | Ikast Håndbold          | Blue Water Dokken, Esbjerg Zuschauer: 2477 Schiedsrichter: Altmár, Horváth |
| 19. November 2023 16:00 Uhr | meiste Tore: Breistøl 12 | (18:14) | meiste Tore: Bakkerud 9 | Blue Water Dokken, Esbjerg Zuschauer: 2477 Schiedsrichter: Altmár, Horváth |
| 19. November 2023 16:00 Uhr | Spielbericht             |         |                         | Blue Water Dokken, Esbjerg Zuschauer: 2477 Schiedsrichter: Altmár, Horváth |

| 6. Januar 2024 18:00 Uhr | Team Esbjerg           | 32:26   | MKS Zagłębie Lubin      | Blue Water Dokken, Esbjerg Zuschauer: 2358 Schiedsrichter: Sirbu, Serdiuc |
| 6. Januar 2024 18:00 Uhr | meiste Tore: Reistad 6 | (19:11) | meiste Tore: Michalak 7 | Blue Water Dokken, Esbjerg Zuschauer: 2358 Schiedsrichter: Sirbu, Serdiuc |
| 6. Januar 2024 18:00 Uhr | Spielbericht           |         |                         | Blue Water Dokken, Esbjerg Zuschauer: 2358 Schiedsrichter: Sirbu, Serdiuc |

| 6. Januar 2024 18:00 Uhr | Rokometni Klub Krim  | 25:24   | Rapid Bukarest        | Arena Stožice, Ljubljana Zuschauer: 3500 Schiedsrichter: Barysas, Petrušis |
| 6. Januar 2024 18:00 Uhr | meiste Tore: Grbić 6 | (11:12) | meiste Tore: Korsós 8 | Arena Stožice, Ljubljana Zuschauer: 3500 Schiedsrichter: Barysas, Petrušis |
| 6. Januar 2024 18:00 Uhr | Spielbericht         |         |                       | Arena Stožice, Ljubljana Zuschauer: 3500 Schiedsrichter: Barysas, Petrušis |

| 7. Januar 2024 14:00 Uhr | Ikast Håndbold          | 28:28   | FTC-Rail Cargo Hungaria | IBF Arena, Ikast Zuschauer: 1533 Schiedsrichter: Pobedryna, Duplyj |
| 7. Januar 2024 14:00 Uhr | meiste Tore: Bakkerud 5 | (17:16) | meiste Tore: Lekić 10   | IBF Arena, Ikast Zuschauer: 1533 Schiedsrichter: Pobedryna, Duplyj |
| 7. Januar 2024 14:00 Uhr | Spielbericht            |         |                         | IBF Arena, Ikast Zuschauer: 1533 Schiedsrichter: Pobedryna, Duplyj |

| 7. Januar 2024 16:00 Uhr | Metz Handball            | 31:29   | Vipers Kristiansand       | Palais omnisports Les Arènes, Metz Zuschauer: 4776 Schiedsrichter: Ünlü Hatipoğlu, Şimşek |
| 7. Januar 2024 16:00 Uhr | meiste Tore: Jørgensen 9 | (13:14) | meiste Tore: Wjachirewa 7 | Palais omnisports Les Arènes, Metz Zuschauer: 4776 Schiedsrichter: Ünlü Hatipoğlu, Şimşek |
| 7. Januar 2024 16:00 Uhr | Spielbericht             |         |                           | Palais omnisports Les Arènes, Metz Zuschauer: 4776 Schiedsrichter: Ünlü Hatipoğlu, Şimşek |

| 13. Januar 2024 16:00 Uhr | FTC-Rail Cargo Hungaria                  | 28:33   | Team Esbjerg         | Érd Aréna, Érd Zuschauer: 1900 Schiedsrichter: Doychinow, Goretsow |
| 13. Januar 2024 16:00 Uhr | meiste Tore: Katrin Klujber, Cvijić je 6 | (16:15) | meiste Tore: Mørk 11 | Érd Aréna, Érd Zuschauer: 1900 Schiedsrichter: Doychinow, Goretsow |
| 13. Januar 2024 16:00 Uhr | Spielbericht                             |         |                      | Érd Aréna, Érd Zuschauer: 1900 Schiedsrichter: Doychinow, Goretsow |

| 13. Januar 2024 18:00 Uhr | Vipers Kristiansand                   | 29:23   | Rokometni Klub Krim       | Aquarama Kristiansand, Kristiansand Zuschauer: 1432 Schiedsrichter: Lovin, Stancu |
| 13. Januar 2024 18:00 Uhr | meiste Tore: Roberts, Wjachirewa je 7 | (14:12) | meiste Tore: Dmitrijewa 7 | Aquarama Kristiansand, Kristiansand Zuschauer: 1432 Schiedsrichter: Lovin, Stancu |
| 13. Januar 2024 18:00 Uhr | Spielbericht                          |         |                           | Aquarama Kristiansand, Kristiansand Zuschauer: 1432 Schiedsrichter: Lovin, Stancu |

| 14. Januar 2024 14:00 Uhr | MKS Zagłębie Lubin   | 26:35   | Ikast Håndbold           | Hala widowiskowo-sportowa RCS w Lubinie, Lubin Zuschauer: 2209 Schiedsrichter: Vujačić, Kažanegra |
| 14. Januar 2024 14:00 Uhr | meiste Tore: Górna 7 | (15:21) | meiste Tore: Scaglione 7 | Hala widowiskowo-sportowa RCS w Lubinie, Lubin Zuschauer: 2209 Schiedsrichter: Vujačić, Kažanegra |
| 14. Januar 2024 14:00 Uhr | Spielbericht         |         |                          | Hala widowiskowo-sportowa RCS w Lubinie, Lubin Zuschauer: 2209 Schiedsrichter: Vujačić, Kažanegra |

| 14. Januar 2024 16:00 Uhr | Rapid Bukarest                            | 31:34   | Metz Handball           | Sala Polivalentă din București, Bukarest Zuschauer: 4300 Schiedsrichter: Antić, Jakovljević |
| 14. Januar 2024 16:00 Uhr | meiste Tore: Korsós, Fernández Fraga je 7 | (18:16) | meiste Tore: Bouktit 12 | Sala Polivalentă din București, Bukarest Zuschauer: 4300 Schiedsrichter: Antić, Jakovljević |
| 14. Januar 2024 16:00 Uhr | Spielbericht                              |         |                         | Sala Polivalentă din București, Bukarest Zuschauer: 4300 Schiedsrichter: Antić, Jakovljević |

| 20. Januar 2024 18:00 Uhr | FTC-Rail Cargo Hungaria | 26:28   | Rokometni Klub Krim                 | Érd Aréna, Érd Zuschauer: 2000 Schiedsrichter: Jurinović, Mrvica |
| 20. Januar 2024 18:00 Uhr | meiste Tore: Klujber 8  | (14:17) | meiste Tore: Dmitrijewa, Grbić je 9 | Érd Aréna, Érd Zuschauer: 2000 Schiedsrichter: Jurinović, Mrvica |
| 20. Januar 2024 18:00 Uhr | Spielbericht            |         |                                     | Érd Aréna, Érd Zuschauer: 2000 Schiedsrichter: Jurinović, Mrvica |

| 21. Januar 2024 14:00 Uhr | Ikast Håndbold            | 30:29   | Rapid Bukarest             | IBF Arena, Ikast Zuschauer: 1677 Schiedsrichter: Weijmans, Wolbertus |
| 21. Januar 2024 14:00 Uhr | meiste Tore: Jeřábková 10 | (16:15) | meiste Tore: Janjušević 11 | IBF Arena, Ikast Zuschauer: 1677 Schiedsrichter: Weijmans, Wolbertus |
| 21. Januar 2024 14:00 Uhr | Spielbericht              |         |                            | IBF Arena, Ikast Zuschauer: 1677 Schiedsrichter: Weijmans, Wolbertus |

| 21. Januar 2024 14:00 Uhr | MKS Zagłębie Lubin   | 24:30   | Metz Handball            | Hala widowiskowo-sportowa RCS w Lubinie, Lubin Zuschauer: 1509 Schiedsrichter: Bočáková, Jánošíkov |
| 21. Januar 2024 14:00 Uhr | meiste Tore: Górna 6 | (10:15) | meiste Tore: Grijseels 9 | Hala widowiskowo-sportowa RCS w Lubinie, Lubin Zuschauer: 1509 Schiedsrichter: Bočáková, Jánošíkov |
| 21. Januar 2024 14:00 Uhr | Spielbericht         |         |                          | Hala widowiskowo-sportowa RCS w Lubinie, Lubin Zuschauer: 1509 Schiedsrichter: Bočáková, Jánošíkov |

| 21. Januar 2024 16:00 Uhr | Team Esbjerg        | 32:37   | Vipers Kristiansand        | Blue Water Dokken, Esbjerg Zuschauer: 2527 Schiedsrichter: Metalari, Nikolovski |
| 21. Januar 2024 16:00 Uhr | meiste Tore: Mørk 7 | (15:21) | meiste Tore: Knedlíková 11 | Blue Water Dokken, Esbjerg Zuschauer: 2527 Schiedsrichter: Metalari, Nikolovski |
| 21. Januar 2024 16:00 Uhr | Spielbericht        |         |                            | Blue Water Dokken, Esbjerg Zuschauer: 2527 Schiedsrichter: Metalari, Nikolovski |

| 3. Februar 2024 18:00 Uhr | Vipers Kristiansand       | 28:24   | MKS Zagłębie Lubin      | Aquarama Kristiansand, Kristiansand Zuschauer: 1591 Schiedsrichter: Pagh, Thygesen |
| 3. Februar 2024 18:00 Uhr | meiste Tore: Wjachirewa 7 | (15:10) | meiste Tore: Przywara 7 | Aquarama Kristiansand, Kristiansand Zuschauer: 1591 Schiedsrichter: Pagh, Thygesen |
| 3. Februar 2024 18:00 Uhr | Spielbericht              |         |                         | Aquarama Kristiansand, Kristiansand Zuschauer: 1591 Schiedsrichter: Pagh, Thygesen |

| 3. Februar 2024 18:00 Uhr | Rokometni Klub Krim    | 28:34   | Ikast Håndbold            | Arena Stožice, Ljubljana Zuschauer: 4730 Schiedsrichter: Antić, Jakovljević |
| 3. Februar 2024 18:00 Uhr | meiste Tore: Lazović 6 | (15:18) | meiste Tore: Jeřábková 11 | Arena Stožice, Ljubljana Zuschauer: 4730 Schiedsrichter: Antić, Jakovljević |
| 3. Februar 2024 18:00 Uhr | Spielbericht           |         |                           | Arena Stožice, Ljubljana Zuschauer: 4730 Schiedsrichter: Antić, Jakovljević |

| 4. Februar 2024 16:00 Uhr | Rapid Bukarest            | 20:23   | FTC-Rail Cargo Hungaria | Sala Polivalentă din București, Bukarest Zuschauer: 4500 Schiedsrichter: Álvarez Mata, Bustamante López |
| 4. Februar 2024 16:00 Uhr | meiste Tore: Janjušević 7 | (11:16) | meiste Tore: Bölk 8     | Sala Polivalentă din București, Bukarest Zuschauer: 4500 Schiedsrichter: Álvarez Mata, Bustamante López |
| 4. Februar 2024 16:00 Uhr | Spielbericht              |         |                         | Sala Polivalentă din București, Bukarest Zuschauer: 4500 Schiedsrichter: Álvarez Mata, Bustamante López |

| 4. Februar 2024 16:00 Uhr | Metz Handball          | 36:31   | Team Esbjerg        | Palais des Sports Jean Weille, Nancy Zuschauer: 4525 Schiedsrichter: Barysas, Petrušis |
| 4. Februar 2024 16:00 Uhr | meiste Tore: Bouktit 8 | (20:17) | meiste Tore: Mørk 8 | Palais des Sports Jean Weille, Nancy Zuschauer: 4525 Schiedsrichter: Barysas, Petrušis |
| 4. Februar 2024 16:00 Uhr | Spielbericht           |         |                     | Palais des Sports Jean Weille, Nancy Zuschauer: 4525 Schiedsrichter: Barysas, Petrušis |

| 10. Februar 2024 16:00 Uhr | MKS Zagłębie Lubin      | 21:24   | Rapid Bukarest        | Hala widowiskowo-sportowa RCS w Lubinie, Lubin Zuschauer: 2221 Schiedsrichter: Hansen, Jensen |
| 10. Februar 2024 16:00 Uhr | meiste Tore: Michalak 6 | (15:13) | meiste Tore: Korsós 6 | Hala widowiskowo-sportowa RCS w Lubinie, Lubin Zuschauer: 2221 Schiedsrichter: Hansen, Jensen |
| 10. Februar 2024 16:00 Uhr | Spielbericht            |         |                       | Hala widowiskowo-sportowa RCS w Lubinie, Lubin Zuschauer: 2221 Schiedsrichter: Hansen, Jensen |

| 10. Februar 2024 16:00 Uhr | FTC-Rail Cargo Hungaria | 27:35   | Vipers Kristiansand       | Érd Aréna, Érd Zuschauer: 1600 Schiedsrichter: Carmaux, Mursch |
| 10. Februar 2024 16:00 Uhr | meiste Tore: Klujber 10 | (13:17) | meiste Tore: Wjachirewa 9 | Érd Aréna, Érd Zuschauer: 1600 Schiedsrichter: Carmaux, Mursch |
| 10. Februar 2024 16:00 Uhr | Spielbericht            |         |                           | Érd Aréna, Érd Zuschauer: 1600 Schiedsrichter: Carmaux, Mursch |

| 10. Februar 2024 18:00 Uhr | Team Esbjerg        | 29:21  | Rokometni Klub Krim        | Blue Water Dokken, Esbjerg Zuschauer: 2407 Schiedsrichter: Pobedryna, Duplyj |
| 10. Februar 2024 18:00 Uhr | meiste Tore: Mørk 7 | (19:7) | meiste Tore: Dmitrijewa 10 | Blue Water Dokken, Esbjerg Zuschauer: 2407 Schiedsrichter: Pobedryna, Duplyj |
| 10. Februar 2024 18:00 Uhr | Spielbericht        |        |                            | Blue Water Dokken, Esbjerg Zuschauer: 2407 Schiedsrichter: Pobedryna, Duplyj |

| 11. Februar 2024 14:00 Uhr | Ikast Håndbold            | 35:34   | Metz Handball          | IBF Arena, Ikast Zuschauer: 2051 Schiedsrichter: R. Thiyagarajah, S. Thiyagarajah |
| 11. Februar 2024 14:00 Uhr | meiste Tore: Jeřábková 11 | (18:16) | meiste Tore: Bouktit 8 | IBF Arena, Ikast Zuschauer: 2051 Schiedsrichter: R. Thiyagarajah, S. Thiyagarajah |
| 11. Februar 2024 14:00 Uhr | Spielbericht              |         |                        | IBF Arena, Ikast Zuschauer: 2051 Schiedsrichter: R. Thiyagarajah, S. Thiyagarajah |

| 17. Februar 2024 16:00 Uhr | Metz Handball          | 25:24  | FTC-Rail Cargo Hungaria | Palais omnisports Les Arènes, Metz Zuschauer: 4451 Schiedsrichter: Weijmans, Wolbertus |
| 17. Februar 2024 16:00 Uhr | meiste Tore: Bouktit 6 | (14:9) | meiste Tore: Klujber 8  | Palais omnisports Les Arènes, Metz Zuschauer: 4451 Schiedsrichter: Weijmans, Wolbertus |
| 17. Februar 2024 16:00 Uhr | Spielbericht           |        |                         | Palais omnisports Les Arènes, Metz Zuschauer: 4451 Schiedsrichter: Weijmans, Wolbertus |

| 17. Februar 2024 18:00 Uhr | Rokometni Klub Krim       | 32:19   | MKS Zagłębie Lubin      | Arena Stožice, Ljubljana Zuschauer: 4000 Schiedsrichter: Merisi, Pepe |
| 17. Februar 2024 18:00 Uhr | meiste Tore: Dmitrijewa 9 | (18:10) | meiste Tore: Michalak 6 | Arena Stožice, Ljubljana Zuschauer: 4000 Schiedsrichter: Merisi, Pepe |
| 17. Februar 2024 18:00 Uhr | Spielbericht              |         |                         | Arena Stožice, Ljubljana Zuschauer: 4000 Schiedsrichter: Merisi, Pepe |

| 17. Februar 2024 18:00 Uhr | Vipers Kristiansand       | 31:32   | Ikast Håndbold                       | Aquarama Kristiansand, Kristiansand Zuschauer: 1458 Schiedsrichter: D. Lončar, Z. Lončar |
| 17. Februar 2024 18:00 Uhr | meiste Tore: Wjachirewa 8 | (16:14) | meiste Tore: Iversen, Lindqvist je 6 | Aquarama Kristiansand, Kristiansand Zuschauer: 1458 Schiedsrichter: D. Lončar, Z. Lončar |
| 17. Februar 2024 18:00 Uhr | Spielbericht              |         |                                      | Aquarama Kristiansand, Kristiansand Zuschauer: 1458 Schiedsrichter: D. Lončar, Z. Lončar |

| 18. Februar 2024 14:00 Uhr | Rapid Bukarest                   | 24:33   | Team Esbjerg           | Sala Sporturilor Mioveni, Mioveni Zuschauer: 2160 Schiedsrichter: Ilieva, Karbeska |
| 18. Februar 2024 14:00 Uhr | meiste Tore: Kassoma, Kanor je 5 | (10:14) | meiste Tore: Reistad 8 | Sala Sporturilor Mioveni, Mioveni Zuschauer: 2160 Schiedsrichter: Ilieva, Karbeska |
| 18. Februar 2024 14:00 Uhr | Spielbericht                     |         |                        | Sala Sporturilor Mioveni, Mioveni Zuschauer: 2160 Schiedsrichter: Ilieva, Karbeska |

## Play-offs
| Mannschaft 1                                    | Mannschaft 2                       | Hinspiel             | Rückspiel            | Gesamt  |
| ----------------------------------------------- | ---------------------------------- | -------------------- | -------------------- | ------- |
| FTC-Rail Cargo Hungaria Malestein 15            | Brest Bretagne Handball Maslowa 16 | 16.03.2024 16:00 Uhr | 24.03.2024 18:00 Uhr | 59 : 56 |
| FTC-Rail Cargo Hungaria Malestein 15            | Brest Bretagne Handball Maslowa 16 | 28 : 30 (15 : 14)    | 31 : 26 (16 : 12)    | 59 : 56 |
| FTC-Rail Cargo Hungaria Malestein 15            | Brest Bretagne Handball Maslowa 16 | 1900 Zuschauer       | 4000 Zuschauer       | 59 : 56 |
| Rokometni Klub Krim Radičević, Dmitrijewa je 12 | CSM Bukarest Neagu 16              | 16.03.2024 18:00 Uhr | 24.03.2024 16:00 Uhr | 48 : 60 |
| Rokometni Klub Krim Radičević, Dmitrijewa je 12 | CSM Bukarest Neagu 16              | 24 : 30 (12 : 18)    | 24 : 30 (13 : 14)    | 48 : 60 |
| Rokometni Klub Krim Radičević, Dmitrijewa je 12 | CSM Bukarest Neagu 16              | 5230 Zuschauer       | 4500 Zuschauer       | 48 : 60 |
| Debreceni Vasutas SC Szabó 14                   | Vipers Kristiansand Abbingh 21     | 17.03.2024 14:00 Uhr | 23.03.2024 18:00 Uhr | 55 : 56 |
| Debreceni Vasutas SC Szabó 14                   | Vipers Kristiansand Abbingh 21     | 28 : 29 (16 : 16)    | 27 : 27 (15 : 10)    | 55 : 56 |
| Debreceni Vasutas SC Szabó 14                   | Vipers Kristiansand Abbingh 21     | 2000 Zuschauer       | 1721 Zuschauer       | 55 : 56 |
| SG BBM Bietigheim Smits 14                      | Ikast Håndbold Jeřábková 12        | 17.03.2024 16:00 Uhr | 24.03.2024 14:00 Uhr | 60 : 58 |
| SG BBM Bietigheim Smits 14                      | Ikast Håndbold Jeřábková 12        | 29 : 27 (13 : 14)    | 31 : 31 (18 : 13)    | 60 : 58 |
| SG BBM Bietigheim Smits 14                      | Ikast Håndbold Jeřábková 12        | 1723 Zuschauer       | 2010 Zuschauer       | 60 : 58 |

## Viertelfinale
| Mannschaft 1                                              | Mannschaft 2               | Hinspiel             | Rückspiel            | Gesamt  |
| --------------------------------------------------------- | -------------------------- | -------------------- | -------------------- | ------- |
| FTC-Rail Cargo Hungaria Klujber 9                         | Team Esbjerg Reistad 13    | 27.04.2024 16:00 Uhr | 05.05.2024 16:00 Uhr | 49 : 55 |
| FTC-Rail Cargo Hungaria Klujber 9                         | Team Esbjerg Reistad 13    | 25 : 26 (11 : 13)    | 24 : 29 (10 : 17)    | 49 : 55 |
| FTC-Rail Cargo Hungaria Klujber 9                         | Team Esbjerg Reistad 13    | 2000 Zuschauer       | 3143 Zuschauer       | 49 : 55 |
| Vipers Kristiansand Wjachirewa, Knedlíková, Roberts je 10 | Győri ETO KC Gros 12       | 27.04.2024 18:00 Uhr | 04.05.2024 18:00 Uhr | 49 : 54 |
| Vipers Kristiansand Wjachirewa, Knedlíková, Roberts je 10 | Győri ETO KC Gros 12       | 23 : 30 (09 : 15)    | 26 : 24 (17 : 15)    | 49 : 54 |
| Vipers Kristiansand Wjachirewa, Knedlíková, Roberts je 10 | Győri ETO KC Gros 12       | 2000 Zuschauer       | 5209 Zuschauer       | 49 : 54 |
| SG BBM Bietigheim X. Smits, Gassama je 11                 | Odense Håndbold Hansen 13  | 28.04.2024 14:00 Uhr | 05.05.2024 14:00 Uhr | 60 : 58 |
| SG BBM Bietigheim X. Smits, Gassama je 11                 | Odense Håndbold Hansen 13  | 30 : 26 (15 : 12)    | 30 : 32 (16 : 17)    | 60 : 58 |
| SG BBM Bietigheim X. Smits, Gassama je 11                 | Odense Håndbold Hansen 13  | 2417 Zuschauer       | 2253 Zuschauer       | 60 : 58 |
| CSM Bukarest Neagu 15                                     | Metz Handball Valentini 13 | 28.04.2024 16:00 Uhr | 04.05.2024 16:00 Uhr | 47 : 56 |
| CSM Bukarest Neagu 15                                     | Metz Handball Valentini 13 | 24 : 27 (14 : 15)    | 23 : 29 (14 : 15)    | 47 : 56 |
| CSM Bukarest Neagu 15                                     | Metz Handball Valentini 13 | 5000 Zuschauer       | 4935 Zuschauer       | 47 : 56 |

## Final Four

### Qualifizierte Teams
Für das Final Four qualifiziert waren:
| Team Esbjerg Győri ETO KC SG BBM Bietigheim Metz Handball |

### Halbfinale
Die Halbfinalspiele fanden am 1. Juni 2024 in Budapest statt.
| Datum und Zeit              | Mannschaft 1  | Ergebnis      | Mannschaft 2      |
| --------------------------- | ------------- | ------------- | ----------------- |
| 1. Juni 2024, Sa. 15:00 Uhr | Team Esbjerg  | 23:24 (09:13) | Győri ETO KC      |
| 1. Juni 2024, Sa. 18:00 Uhr | Metz Handball | 29:36 (15:14) | SG BBM Bietigheim |

#### 1. Halbfinale
1. Juni 2024 in Budapest, MVM Dome, 13300 Zuschauer
Team Esbjerg: Kristensen, Milling – Mørk (6), Reistad  (5), Møller (4), Solberg (4), Tolstrup (3), Deila (1), Nielsen, Resende Rebelo, Heindahl, Iversen  , Breistøl, Tranborg, M. Jacobsen, J. Jacobsen
Győri ETO KC: Toft, Solberg, Duijndam – Nze Minko (6), Szöllősi-Schatzl (4), Brattset  (3), Gros (3), Oftedal (3), Győri-Lukács (2), de Paula  (1), Ryu (1), Kristiansen  (1), Haugsted, Blohm, Fodor , Broch
Schiedsrichter:  Eskil Braseth, Leif André Sundet

#### 2. Halbfinale
1. Juni 2024 in Budapest, MVM Dome, 12800 Zuschauer
Metz Handball: Depuiset, Sako – Valentini  (5), Burgaard  (5), Grijseels   (4), Hansen (4), Granier (4), Jørgensen (3), Bouktit  (3), Chambertin (1), Golvet, Brkić, Mlamali, Jacques, Le Blevec
SG BBM Bietigheim: Lønborg, Moreschi – X. Smits  (9), Kudłacz-Gloc  (6), Gassama (5), Dulfer  (5), I. Smits (4), Malá (3), Behrend (2), Döll (1), Hvenfelt (1), Birtić, Johansen, Háfra, Faluvégi
Schiedsrichter:  Jelena Vujačić, Anđelina Kažanegra

### Spiel um Platz 3
Das Spiel um Platz 3 fand am 2. Juni 2024 statt. Der Gewinner der Partie ist Drittplatzierter der EHF Champions League 2024.
| Datum und Zeit          | Mannschaft 1 | Ergebnis      | Mannschaft 2  |
| ----------------------- | ------------ | ------------- | ------------- |
| 2. Juni 2024, 15:00 Uhr | Team Esbjerg | 37:33 (18:18) | Metz Handball |

2. Juni 2024 in Budapest, MVM Dome, 14200 Zuschauer
Team Esbjerg: Kristensen, Milling – Mørk (13), Reistad (13), Solberg (4), Iversen  (3), Tolstrup  (2), Nielsen (1), Breistøl   (1), Møller, Resende Rebelo, Deila, Heindahl , Tranborg, M. Jacobsen, J. Jacobsen
Metz Handball: Depuiset, Sako – Grijseels (10), Bouktit  (7), Jørgensen   (6), Hansen (4), Valentini (3), Granier (2), Burgaard (1), Golvet, Brkić, Mlamali, Jacques, Chambertin, Le Blevec
Schiedsrichter:  William Weijmans, Rick Wolbertus

### Finale
Das Finale fand am 2. Juni 2024 statt. Der Gewinner der Partie ist Sieger der EHF Champions League 2024.
| Datum und Zeit          | Mannschaft 1 | Ergebnis      | Mannschaft 2      |
| ----------------------- | ------------ | ------------- | ----------------- |
| 2. Juni 2024, 18:00 Uhr | Győri ETO KC | 30:24 (17:12) | SG BBM Bietigheim |

2. Juni 2024 in Budapest, MVM Dome, 18500 Zuschauer
Győri ETO KC: Toft, Solberg – Brattset (6), Gros (6), Győri-Lukács  (5), Haugsted   (3), Szöllősi-Schatzl (3), Kristiansen  (2), Fodor (2), Nze Minko  (2), de Paula (1), Blohm, Ryu , Oftedal, Hovden, Broch
SG BBM Bietigheim: Lønborg, Moreschi – Hvenfelt (5), I. Smits (3), Kudłacz-Gloc (3), Malá (3), Gassama (2), Döll (2), Dulfer (2), X. Smits   (2), Faluvégi (2), Birtić, Johansen, Behrend , Háfra
Schiedsrichter:  Cristina Lovin, Simona Stancu

## Statistiken

### Torschützenliste
Die Torschützenliste zeigt die vier besten Torschützinnen der EHF Champions League 2023/24.
Zu sehen sind die Nation der Spielerin, der Name, die Position, der Verein, die gespielten Spiele, die Tore und die Ø-Tore.
| Pl. | Nation     | Spieler         | Pos. | Verein              | Sp. | Tore | Ø    |
| --- | ---------- | --------------- | ---- | ------------------- | --- | ---- | ---- |
| 1.  | Russland   | Anna Wjachirewa | (RR) | Vipers Kristiansand | 16  | 113  | 7,06 |
| 2.  | Norwegen   | Nora Mørk       | (RR) | Team Esbjerg        | 17  | 110  | 6,47 |
| 3.  | Norwegen   | Henny Reistad   | (RM) | Team Esbjerg        | 16  | 107  | 6,69 |
| 3.  | Frankreich | Sarah Bouktit   | (KM) | Metz Handball       | 18  | 107  | 5,94 |